# Georg von Derfflinger
Georg von Derfflinger (Neuhofen an der Krems, 20 maart 1606 - Gusow-Platkow, 14 februari 1695) was een veldmaarschalk die in dienst was van Brandenburg-Pruisen tijdens en na de Dertigjarige Oorlog.

## Biografie
Georg von Derfflinger werd geboren in een arme Oostenrijkse protestantse familie. Tijdens de vervolgingen in het begin van de 17de eeuw vluchtte hij weg uit Oostenrijk en sloot zich aan bij het leger van Heinrich Matthias von Thurn. Tot aan de Vrede van Westfalen had Von Derfflinger zich onderscheiden als cavalerie-commandant in Saksische en Zweedse dienst. In 1654 werd hij door Frederik Willem I van Brandenburg benoemd tot generaal in het Brandenburgse leger. Twintig jaar later kreeg hij van keizer Leopold I de titel van freiherr. Een jaar later was hij in staat de Zweden uit Brandenburg te verjagen. Zijn laatste militaire actie ondernam hij 1690 tegen Frankrijk, op 84-jarige leeftijd. In 1695 overleed hij op zijn landgoederen in Gusow-Platkow.

## Militaire loopbaan
Saksische leger
- Officier:[1]

Zweedse leger
- Hauptmann: 1632[1]
- Oberstleutnant: 1635[2]
- Oberst: 1639[1]
- Generalmajor: 1643[2]

Brandenburgse leger
- Generalwachtmeister: 16 augustus 1655[1]
- Generalleutnant: 1665[2]
- Generalfeldmarschall:1670[2]